# Mario Varglien
Mario Varglien (26. prosince 1905, Rijeka, Rakousko-Uhersko – 11. srpna 1978, Řím, Itálie) byl italský fotbalista narozený na území dnešního Chorvatska (tehdy Rakousko-Uhersko). Nejčastěji nastupoval na postu záložníka. Později se stal i trenérem.
Byl to od narození sportovec. V juniorských letech se věnoval i atletice. Fotbalovou kariéru začal rodném městě Rijeka. V rose 1928 přestoupil do Juventusu a během 14 let slavil pět titulů (1930/31, 1931/32, 1932/33, 1933/34, 1934/35) a dva domácí poháry. Odehrál nejvíce utkání (32) ve středoevropském poháru.
S italskou reprezentací byl na MS 1934. Neodehrál na turnaji žádné utkání. První a taky poslední utkání odehrál 17. února 1935.
Po fotbalové kariéře se začal věnovat trenéřině a jeho největší úspěch bylo vítězství ve druhé lize.

## Hráčská statistika
| Sezóna              | Klub                | Liga                | Liga   | Liga | Ligové poháry | Ligové poháry | Ligové poháry | Kontinentální poháry | Kontinentální poháry | Kontinentální poháry | Celkem | Celkem |
| Sezóna              | Klub                | Soutěž              | Zápasy | Góly | Soutěž        | Zápasy        | Góly          | Soutěž               | Zápasy               | Góly                 | Zápasy | Góly   |
| ------------------- | ------------------- | ------------------- | ------ | ---- | ------------- | ------------- | ------------- | -------------------- | -------------------- | -------------------- | ------ | ------ |
| 1926/27             | Fiumana             | 2. divize           | 18     | 3    | -             | 0             | 0             | -                    | 0                    | 0                    | 18     | 3      |
| 1927/28             | Pro Patria          | 1. divize           | 20     | 2    | -             | 0             | 0             | -                    | 0                    | 0                    | 20     | 2      |
| 1928                | Juventus            | 1. divize           | 1      | 0    | -             | 0             | 0             | -                    | 0                    | 0                    | 1      | 0      |
| 1928/29             | Juventus            | 1. divize           | 29     | 1    | -             | 0             | 0             | -                    | 0                    | 0                    | 29     | 1      |
| 1929/30             | Juventus            | Serie A             | 33     | 4    | -             | 0             | 0             | -                    | 0                    | 0                    | 33     | 4      |
| 1930/31             | Juventus            | Serie A             | 33     | 0    | -             | 0             | 0             | -                    | 0                    | 0                    | 33     | 0      |
| 1931/32             | Juventus            | Serie A             | 32     | 4    | -             | 0             | 0             | Stř.P                | ?                    | ?                    | ?      | ?      |
| 1932/33             | Juventus            | Serie A             | 33     | 3    | -             | 0             | 0             | Stř.P                | ?                    | ?                    | ?      | ?      |
| 1933/34             | Juventus            | Serie A             | 30     | 1    | -             | 0             | 0             | Stř.P                | ?                    | ?                    | ?      | ?      |
| 1934/35             | Juventus            | Serie A             | 28     | 0    | -             | 0             | 0             | Stř.P                | ?                    | ?                    | ?      | ?      |
| 1935/36             | Juventus            | Serie A             | 29     | 1    | IP            | 3             | 1             | -                    | 0                    | 0                    | 32     | 2      |
| 1936/37             | Juventus            | Serie A             | 20     | 0    | IP            | 1             | 0             | -                    | 0                    | 0                    | 21     | 0      |
| 1937/38             | Juventus            | Serie A             | 26     | 0    | IP            | 6             | 0             | Stř.P                | ?                    | ?                    | ?      | ?      |
| 1938/39             | Juventus            | Serie A             | 25     | 0    | IP            | 2             | 0             | -                    | 0                    | 0                    | 27     | 0      |
| 1939/40             | Juventus            | Serie A             | 22     | 1    | IP            | 4             | 0             | -                    | 0                    | 0                    | 26     | 1      |
| 1940/41             | Juventus            | Serie A             | 7      | 0    | IP            | 1             | 0             | -                    | 0                    | 0                    | 8      | 0      |
| 1941/42             | Juventus            | Serie A             | 6      | 1    | IP            | 0             | 0             | -                    | 0                    | 0                    | 6      | 1      |
| Celkově za Juventus | Celkově za Juventus | Celkově za Juventus | 357    | 15   | -             | 17            | 1             | -                    | ?                    | ?                    | ?      | ?      |

## Hráčské úspěchy

### Klubové
- 5× vítěz italské ligy (1930/31, 1931/32, 1932/33, 1933/34, 1934/35)
- 2x vítěz italského poháru (1937/38, 1941/42)

### Reprezentační
- 1x na MS (1934 - zlato)

## Trenérské úspěchy

### Klubové
- 1× vítěz 2. italské ligy (1948/49)